# 창녕여자고등학교
창녕여자고등학교(昌寧女子高等學校)는 대한민국 경상남도 창녕군 창녕읍 말흘리에 있는 사립 고등학교이다.

## 학교 연혁
- 1966년 11월 17일: 창녕여자고등학교 3학급 설립인가, 초대 하상세 교장 취임
- 1966년 12월 30일: 창녕여자 상업고등학교 교명 변경
- 1967년 3월 1일: 창녕여자 상업고등학교 개교
- 1970년 10월 26일: 창녕여자종합교등학교 교명 변경
- 1973년 10월 12일: 창녕여자고등학교로 교명 변경
- 1977년 3월 21일: 본관 준공
- 1977년 8월 25일: 창녕여자종합고등학교로 교명 변경
- 1977년 9월 26일: 학칙 변경(보통과 3, 상업과 12 총 15학급)
- 1992년 6월 2일: 목련관(기숙사) 개관식
- 1998년 8월 18일: 학교법인 세종학원 제16대 하태욱 이사장 취임
- 1999년 2월 20일: 학교 급식소 준공
- 1999년 3월 2일: 창녕여자고등학교로 교명 변경
- 2004년 3월 25일: 신관건물 준공
- 2007년 12월 28일: 세종문화 체육관 및 급식소 준공
- 2013년 3월 1일: 일반계 고등학교로 전환 및 교과교실제 과목중점형 (국어, 영어, 수학)시행 학교 지정
- 2019년 3월 1일: 경상남도 교육청 자율학교 재지정(2019~2021)
- 2021년 3월 1일: 제12대 박형진 교장 취임
- 2022년 12월 30일: 제54회 졸업식 거행(총졸업생 9,873명)
- 2023년 3월 2일: 입학식 거행(신입생 89명)

## 설치 학과
- 보건간호과
- 7차일반

## 참고 자료
- 창녕여자고등학교 - 한국교육학술정보원 학교알리미